# Moviment Socialista (Uruguai)
El Moviment Socialista és un partit polític esquerrà de l'Uruguai, el qual va sorgir com una escissió del PSU després de les eleccions generals del 1962. Fou fundat per Emilio Frugoni.